# Zabel Sibil Assadour
Zabel Assadour (arménien : Զապէլ Ասատուր), mieux connue sous son pseudonyme Sibil (Սիպիլ), née Zabel Khandjian (Զապէլ Խանճեան) le 23 juillet 1863 à Constantinople (Empire ottoman) et morte le 19 juin 1934 dans la même ville, est une romancière, poétesse, écrivaine, éditrice, éducatrice et philanthrope arménienne ottomane.

## Biographie
Elle a fait ses études à l'Académie de Skoyar à Constantinople, où elle obtient son diplôme en 1879.
En 1879, elle a écrit le manuel Pratique de la grammaire contemporaine arménienne moderne (Գործնական քերականութիւն արդի աշխարհաբարի), un classique de grammaire qui a été révisé et réédité de nombreuses fois avec l'aide de son mari Hrant Assadour. Elle a également écrit des articles sur l'éducation et de pédagogie, ainsi que des poèmes pour les enfants.
Dans les années 1880, elle publie ses poèmes dans Massis et Hairenik. En 1891, elle publie son roman Le Cœur d'une jeune Fille (Աղջկան մը սիրտը) et un recueil de poèmes, Réflexions (Ցոլքեր), en 1902. Elle a également écrit des nouvelles, en particulier sur les femmes et pour le théâtre.
L'une de ses œuvres les plus célèbres est La Mariée (Հարսը).
En 1901, elle épouse l'écrivain, journaliste et intellectuel Hrant Asadour.